# 1888 en science-fiction
| Années de la science-fiction : 1885 - 1886 - 1887 - 1888 - 1889 - 1890 - 1891    |
| Décennies de la science-fiction : 1850 - 1860 - 1870 - 1880 - 1890 - 1900 - 1910 |

L'année 1888 a connu, en matière de science-fiction, les faits suivants. 

## Naissances et décès

### Naissances
- 27 décembre : Thea von Harbou, romancière et scénariste allemande, morte en 1954, auteur notamment de Une femme dans la Lune.

## Parutions littéraires

### Romans
- Cent ans après ou l'An 2000 par Edward Bellamy.
- Un rêve de John Ball par William Morris.